# Pyrophosphate de sodium
Le pyrophosphate de sodium a pour formule Na4P2O7. C'est un solide cristallin incolore transparent peu toxique et irritant. Il contient l'ion pyrophosphate. Sa toxicité est environ le double de celle du chlorure de sodium lors de la digestion par voie orale. Il existe également une forme hydratée, Na4P2O7. 10 (H2O).

## Utilisation
Le pyrophosphate de sodium est utilisé comme un agent tampon, un émulsifiant, et un agent épaississant. Il est aussi souvent utilisé comme additif alimentaire. C'est un ingrédient du Bakewell, le substitut de levure chimique vendu au cours de la pénurie de la Seconde Guerre mondiale. Dans la pâte dentifrice et le fil dentaire le pyrophosphate de sodium agit comme un agent de contrôle du tartre, il sert à éliminer le calcium et le magnésium de la salive et les empêchant ainsi de se déposer sur les dents. Le pyrophosphate de sodium est parfois utilisé dans les détergents domestiques pour éviter de tels dépôts sur les vêtements, mais en raison de sa teneur en phosphate, il provoque l'eutrophisation de l'eau, en favorisant la croissance des algues. Le pyrophosphate de calcium est le dépôt cristallin qui se forme dans les articulations chez les patients souffrant de chondrocalcinose articulaire (pseudogoutte).

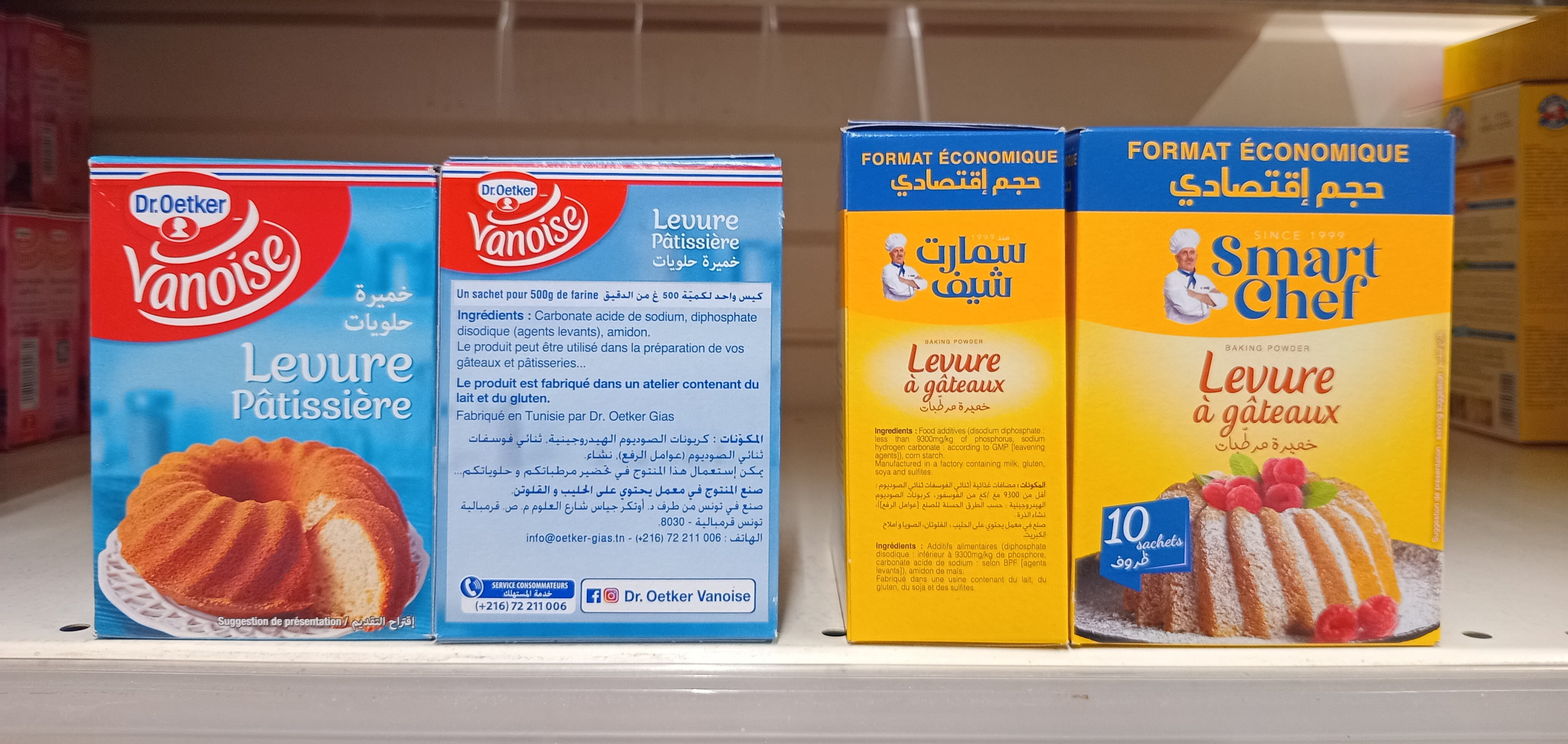
Marques de levure chimique en Tunisie contenant du pyrophosphate de sodium.

Le pyrophosphate de sodium entrait dans la composition[Quand ?]  de la levure chimique Alsa de l'Alsacienne avant que celle ci ne soit modifiée[source insuffisante].